# Hārnā
Hārnā (persiska: قِشلاقِ هارنا, هارنا, Qeshlāq-e Hārnā) är en ort i Iran.   Den ligger i provinsen Östazarbaijan, i den nordvästra delen av landet, 500 km nordväst om huvudstaden Teheran. Hārnā ligger 595 meter över havet och antalet invånare är 166.
Terrängen runt Hārnā är huvudsakligen kuperad, men den allra närmaste omgivningen är platt. Runt Hārnā är det ganska glesbefolkat, med 31 invånare per kvadratkilometer. Närmaste större samhälle är Abīsh Aḩmad, 12,6 km sydväst om Hārnā. Trakten runt Hārnā består till största delen av jordbruksmark.